# Río Carabán
El río Carabán o río Vigas es el único afluente del río Manubles.
Nace en la provincia de Soria cerca de Reznos, atraviesa la localidad soriana de Carabantes y tras recorrer varios kilómetros de la provincia de Zaragoza, desemboca en el río Manubles en Villalengua.